# Ілоти
Ілоти, гелоти (грец. εἱλώτης) — у стародавній Спарті землероби, які знаходилися на проміжному положенні між кріпаками та рабами.

## Походження
В Лаконії походили від місцевого ахейського населення, в Мессенії — від підкорених мессенців (дорійців). За іншою версією ілоти представляли собою відмінні від греків племена, що жили в Лаконії до приходу Гераклідів (близько XI століття до н. е.). 
За версією Павсанія слово ілоти означало «взяті в полон» і спочатку відносилося тільки до підкорених мешканців міста Гелоса — ахейців. Грецький автор I століття до н. е. Страбон так розповідав про походження і становище ілотів у Спарті:

| Всі навколишні мешканці перебували в підпорядкуванні в спартанців, хоча користувалися спільними з ними законами, брали участь у справах республіки і могли займати посади (називалися вони ілотами). Однак Агіс [міфічний спартанський цар, нащадок Геракла], син Еврісфена, відняв у них рівні права, зобов'язав сплачувати Спарті данину. Всі інші підкорилися; одні, гелейці, які володіли містом Гелос, підняли повстання, були переможені у війні і оголошені рабами з деякими, втім, обмеженнями: пан не міг ні звільнити такого раба, ані продати його за межі Лаконіки. Війна ця названа була війною проти ілотів. Взагалі весь інститут ілотів, який існував весь час до підкорення Лаконіки римлянами, встановлений Агісом та його товаришами[2]. |

## Соціальне та політичне становище
Ілоти вважалися власністю рабовласницької держави. Були прикріплені до земельних ділянок окремих сімей правлячої верстви — спартіатів. Ілоти повинні були надавати своїм панам фіксовану частину врожаю — сімдесят медимнів (близько 230 пудів) зерна для спартіата, дванадцять для дружини і встановлену кількість вина та плодів щорічно, і спартіат не мав права вимагати від них більше. Оскільки ілоти своїм числом набагато перевершували спартіатів, ті намагалися тримати їх у покорі за допомогою терору, як морального, так і фізичного. Одним з знарядь фізичного терору були криптії. Ось як Плутарх описує кріптії:

| Ось як відбувалися кріптії. Час від часу влада відправляла вештатися по околицях молодих людей, які вважалися найкмітливішими, давши їм лише короткі мечі і необхідний запас провізії. Вдень вони відпочивали, ховаючись по затишних кутках, а вночі, покинувши свої притулки, вбивали всіх ілотів, яких захоплювали на дорогах. Нерідко вони обходили і поля, вбиваючи найміцніших та сильних ілотів[4]. |
Щоб мати формально законне виправдання вбивств ілотів, ефори щорічно оголошували ілотам війну.
З моральної сторони, спартанці намагалися вселити ілотам комплекс неповноцінності і з цією метою забороняли їм мати зброю, співати військові пісні, і навпаки — примушували ілотів напиватися й при цьому співати непристойних пісень, аби прищепити власній молоді огиду до пияцтва; наказували їм носити шапки з псячого хутра і т. і. На думку Плутарха жорстоке поводження з ілотами увійшло в норму після сильного землетрусу 464 року до н. е., коли ілоти, скориставшись тимчасовою слабкістю спартанців, підняли бунт в Лаконії.
В епоху греко-перських воєн ілоти використовувалися спартанцями як легкоозброєні воїни. За словами Геродота в битві при Платеях на кожного спартанського гопліта приходилось по 7 ілотів.
Про внутрішні суспільні взаємовідносини між спартанцями та ілотами відомо дуже мало. У популярній літературі часто ілотів спрощено називають рабами, наслідуючи авторам римської епохи, але давньогрецькі автори V—IV століть до н. е. поділяли суспільний статус ілотів та рабів. Аристотель повідомляє, що спартанці запозичили свої закони з Криту і проводить аналогію між ілотами Спарти та кріпаками-землеробами на Криті.